# Тевче (Ајдовшчина)
Тевче (словен. Tevče, итал. Teuce) насеље у Випавској долини у општини Ајдовшчина, покрајини Приморска која припада Горишкој регији Републике Словеније.
Насеље се налази на надморској висини од 173,2 метра, 23,3 км од италијанске границе и на 4,7 км од Ајдовшчине. Површина насеља је 0,42 км², на којој живи 89 становника.
За време Хабсбуршке владавине Тевче је био заселак Шмарја.